# کارل وارن
کارل وارن (به انگلیسی: Karle Warren) (زاده ۸ فوریهٔ ۱۹۹۲) بازیگر آمریکایی است.
از فیلم‌های معروف او می‌توان به بازی در مجموعه قاضی امی و دیوانه از بیرون اشاره کرد.